# Valentina Prudskovová
Valentina Alexandrovna Prudskovová (27. prosince 1938 Jeršov, Sovětský svaz – 23. srpna 2020) byla sovětská a ruská sportovní šermířka, která se specializovala na šerm fleretem.
Sovětský svaz reprezentovala v padesátých a šedesátých letech. Jako sovětská reprezentantka zastupovala saratovskou šermířskou školu, která spadala pod Ruskou SFSR. Na olympijských hrách startovala v roce 1960 v soutěži družstev a v roce 1964 v soutěži jednotlivkyň a družstev. V roce 1965 obsadila třetí místo na mistrovství světa v soutěži jednotlivkyň. Se sovětským družstvem fleretistek vybojovala zlatou (1960) a stříbrnou (1964) olympijskou medaili a celkem vybojovala s družstvem tři tituly mistryň světa (1958, 1961, 1965).